# Zeepspiritus
Zeepspiritus of zeepwater-spiritus is een milieuvriendelijk huismiddel als insecticide tegen bladluis, trips, witte vlieg en spint op planten. Typisch wordt een samenstelling geadviseerd van 2% zachte zeep en 2% brandspiritus (ethanol) in water, d.w.z. 20 gram van elk per liter. Dit mengsel wordt dan met een plantenspuit verneveld over de door bladluis aangetaste planten en zal de bladluizen die in contact komen met dit mengsel doden. "Zeepspiritus" wordt genoemd voor bladluisbestrijding sinds het begin van de twintigste eeuw in Nederlandstalige boeken. Zeepspiritus werd ook wel gebruikt voor het desinfecteren van chirurgische instrumenten.
De zachte zeep, of preciezer: kaliumzouten van vetzuren (Engels: potassium salts of fatty acids), is het actieve bestanddeel en is als zodanig toegelaten op de Europese en Amerikaanse markten. Ethanol als actief bestanddeel wordt in de officiële registraties niet genoemd. Ook adviseren diverse Amerikaanse universiteiten zeepwater als insecticide zonder ethanol als middel tegen bladluis en diverse andere plagen.

## Gebruik
In de EU is kaliumzeep geregistreerd als insecticide tegen bladluis, witte vlieg en spint; geadviseerd wordt te vernevelen in een concentratie van 2% met tussenpozen van 5 tot 7 dagen. Zeepwater kan ook worden gebruikt tegen algen en mos, in andere concentraties.
Bij het gebruik als huismiddel moet men er rekening mee houden dat zachte zeep in de supermarkt (in Nederland bijvoorbeeld Tricel Goudzeep of Driehoek Zachte Zeep) enkele tientallen procenten water bevat en dus van zichzelf al enigszins verdund is. Ook neemt de activiteit af als de zeep wordt opgelost in hard water doordat vetzuren een neerslag vormen in combinatie met calciumionen. Kaliumzeep als bestrijdingsmiddel wordt in tuincentra ook verkocht aan particulieren, al zal men in de kleine letters op het etiket moeten zoeken naar de term "kaliumzouten van vetzuren" of woorden van die strekking. Afwasmiddel en vloeibare handzeep zijn doorgaans chemisch gezien geen zeep en dus niet noodzakelijkerwijs geschikt voor gebruik als insecticide.
Zeep als bestrijdingsmiddel wordt beschouwd als milieuvriendelijk en kan worden gebruikt in de biologische landbouw. Het is echter alleen actief als de bladluis rechtstreeks in contact komt met de vloeistof. Na het opdrogen zijn de zeepresten niet meer werkzaam. Bladluizen die zich schuilhouden aan de onderzijde van bladeren of in de groeipunten van planten kunnen daardoor de dans ontspringen.
Zeepwater kan bepaalde planten schaden. Onder andere paardenkastanje, Japanse esdoorn, wilde lijsterbes en lathyrus staan bekend als gevoelige planten. Met name bij hoge concentraties en bij voor Nederlandse begrippen warm weer (32 °C) is er een verhoogd risico op plantschade.
Zeepwater is minder effectief tegen de groene perzikluis; fabrikanten adviseren om het bij professioneel gebruik te combineren met andere bestrijdingsmiddelen. De lagere effectiviteit heeft te maken met de snelle voortplanting van deze bladluizen (een vrouwtje kan tot vier levende nakomelingen per dag produceren) en het feit dat deze bladluis zich op de plant vaak bevindt op plaatsen die moeilijk bereikbaar zijn bij het spuiten. Na contact met een zeepoplossing van 2% sterft ongeveer 95% van de volwassen luizen van deze soort en 98% van de jonge individuen. Door de grote voortplantingssnelheid zou de populatie bladluizen zich onder gunstige omstandigheden binnen 1 tot 2 weken kunnen herstellen, of sneller als een deel van de luizen niet in contact komt met de zeepoplossing.